# 圣瑞尼安莱孔布
圣瑞尼安莱孔布（法語：Saint-Junien-les-Combes，法語發音：[sɛ̃ ʒynjɛ̃ le kɔ̃b]）是法国新阿基坦大区上维埃纳省的一个市镇，属于贝拉克区。

## 地理
圣瑞尼安莱孔布（46°5'11"N, 1°7'23"E）面积20.59 平方千米，位于法国新阿基坦大区上维埃纳省，该省份为法国中西部省份，北起顺时针与安德尔省、克勒兹省、科雷兹省、多爾多涅省、夏朗德省和维埃纳省接壤。
与圣瑞尼安莱孔布接壤的市镇（或旧市镇、城区）包括：贝拉克、贝尔讷伊、布朗扎克、朗孔、圣帕尔杜勒拉克。

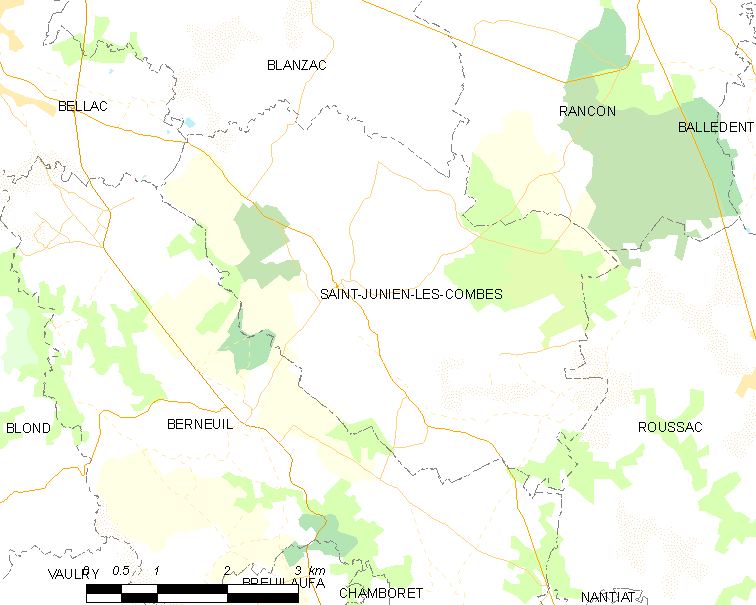
圣瑞尼安莱孔布的OSM定位图

圣瑞尼安莱孔布的时区为UTC+01:00、UTC+02:00（夏令时）。

## 行政
圣瑞尼安莱孔布的邮政编码为87300，INSEE市镇编码为87155。

## 政治
圣瑞尼安莱孔布所属的省级选区为贝拉克县。

## 人口

1962-2008年间圣瑞尼安莱孔布人口变化图示

圣瑞尼安莱孔布于2022年1月1日时的人口数量为182人。